# Shereford
Shereford eller Sheringford är en by i civil parish Dunton, i distriktet North Norfolk, i grevskapet Norfolk i England. Byn är belägen 3 km från Fakenham. Shereford var en civil parish fram till 1935 när blev den en del av Dunton. Civil parish hade 97 invånare år 1931. Byn nämndes i Domedagsboken (Domesday Book) år 1086, och kallades då Sciraforda.